# Filippo Bubbico
Filippo Bubbico (ur. 26 lutego 1954 w Montescaglioso) – włoski polityk, architekt i samorządowiec, w latach 2000–2005 prezydent Basilicaty, a także podsekretarz stanu, wiceminister i senator.

## Życiorys
Z wykształcenia architekt. Działał we Włoskiej Partii Komunistycznej, Demokratycznej Partii Lewicy i Demokratach Lewicy, obejmując stanowiska w kierownictwie tych ugrupowań. W tym ostatnim w 2007 przyłączył się do nowo powołanej Partii Demokratycznej.
W latach 1981–1983 był burmistrzem Montescaglioso. Od 1985 do 1987 zasiadał w radzie regionalnej Basilicaty, do której powrócił w 1995, obejmując funkcje wiceprezydenta rządu regionalnego oraz asesora ds. polityki społecznej i ochrony środowiska. W 2000 wygrał wybory na urząd prezydenta Basilicaty. Sprawował go od 16 kwietnia 2000 do 6 maja 2005, nie ubiegając się o reelekcję. Pozostał natomiast radnym regionalnym (jako przewodniczący rady).
W latach 2006–2008 zajmował stanowisko podsekretarza stanu w Ministerstwie Rozwoju Gospodarczego w drugim rządzie Romano Prodiego. W 2006, 2008 i 2013 był wybierany do Senatu XV, XVI i XVII kadencji. W maju 2013 został wiceministrem spraw wewnętrznych. W grudniu 2016 powołany na podsekretarza stanu w tym resorcie, w styczniu 2017 ponownie objął funkcję wiceministra, którą pełnił do października tegoż roku.
W 2017 dołączył do nowo powołanego ruchu politycznego pod nazwą Artykuł 1 – Ruch Demokratyczny i Postępowy.